# Becaplermina
Becaplermina é um fármaco, desenvolvido através de engenharia genética, com a propriedade de promover a regeneração celular cutânea.